# Academy United
L'Academy United è una società pallavolistica maschile statunitense con sede a San Francisco: milita nella NVA.

## Rosa 2017-2018
| N° | Nome              | Ruolo | Data di nascita   | Nazionalità sportiva |
| -- | ----------------- | ----- | ----------------- | -------------------- |
| 1  | Taylor Crabb      | S     | 26 gennaio 1992   | Stati Uniti          |
| 2  | Spencer McLachlin | S     | 23 giugno 1988    | Stati Uniti          |
| 3  | Peter Edwards     | S     | -                 | Stati Uniti          |
| 5  | Andrew Nally      | S     | 7 giugno 1988     | Stati Uniti          |
| 6  | Jeffrey Schmitz   | P     | 22 maggio 1988    | Stati Uniti          |
| 7  | Denny Falls       | C     | -                 | Stati Uniti          |
| 8  | Ryan Stuntz       | L     | 2 ottobre 1990    | Stati Uniti          |
| 9  | Riley McKibbin    | P     | 9 settembre 1988  | Stati Uniti          |
| 10 | Evan Barry        | P     | 10 maggio 1990    | Stati Uniti          |
| 11 | Fred Stahl        | C     | 17 maggio 1991    | Stati Uniti          |
| 12 | Thomas Amberg     | C     | 17 aprile 1990    | Stati Uniti          |
| 16 | Curt Toppel       | S/O   | 19 settembre 1980 | Stati Uniti          |
| 17 | Conrad Kaminski   | C     | 27 marzo 1994     | Stati Uniti          |
| 18 | Beau Vandeweghe   | S     | -                 | Stati Uniti          |